# 竹内康浩 (東洋史学者)
竹内 康浩（たけうち やすひろ、1961年 - ）は、日本の東洋史学者。北海道教育大学教育学部釧路校教授。専門は中国古代史。学位は、文学修士（東京大学）。

## 経歴
- 1961年 - 青森県弘前市生まれ
- 1984年 - 弘前大学人文学部東洋史専攻卒業
- 1987年 - 東京大学大学院人文科学研究科修士課程（東洋史学専攻）修了[3][1]
- 1990年 - 東京大学大学院人文科学研究科博士課程（東洋史学専攻）単位取得退学[2]
- 1990年 - 北海道教育大学釧路校助手[1]
- 1991年 - 北海道教育大学教育学部釧路校非常勤講師[1]
- 1994年 - 北海道教育大学教育学部釧路校助教授[1]
- 2007年 - 北海道教育大学教育学部釧路校准教授
- 2009年 - 北海道教育大学教育学部釧路校教授[1]

## 著作

### 単著
- 『「正史」はいかに書かれてきたか : 中国の歴史書を読み解く』大修館書店〈あじあブックス 42〉、2002年6月。ISBN 978-4469231830。 NCID BA57075375。
- 『「生き方」の中国史 : 中華の民の生存原理』岩波書店、2005年6月。ISBN 978-4000221504。 NCID BA72384965。
- 『中国の復讐者たち : ともに天を戴かず』大修館書店〈あじあブックス 64〉、2009年7月。ISBN 978-4469233070。 NCID BA90442677。
- 『中国王朝の起源を探る』山川出版社〈世界史リブレット 95〉、2010年3月。ISBN 978-4634349339。 NCID BB01561536。

### 分担執筆
- 『中国史 1 先史-後漢　世界歴史大系』松丸道雄、池田温、斯波義信、神田信夫、濱下武志 編、山川出版社、2003年8月。ISBN 978-4634461505。 NCID BN14769181。
- 『中国文化史大事典』尾崎雄二郎、竺沙雅章、戸川芳郎編集代表、大修館書店、2013年5月。ISBN 978-4469012842。 NCID BB12277523。
- 『子どもの"総合的な能力"の育成と生きる力』玉井康之、北海道教育大学釧路校教師教育研究会編著、北樹出版、2017年3月。ISBN 978-4779305283。 NCID BB2321872X。
- 『悪の歴史 東アジア編上』鶴間和幸編著、清水書院、2017年9月。ISBN 978-4389500634。 NCID BB24428455。